# 2905 Plaskett
2905 Plaskett eller 1982 BZ2 är en asteroid i huvudbältet som upptäcktes den 24 januari 1982 av den amerikanske astronomen Edward L.G. Bowell vid Anderson Mesa Station. Den är uppkallad efter John Stanley Plaskett och Harry Hemley Plaskett.
Asteroiden har en diameter på ungefär 10 kilometer och den tillhör asteroidgruppen Gefion.